# Open School East
L'Open School East (OSE) est une école d'art alternative, cofondée en 2013 à Hackney dans l'est londonien par Anna Colin, Lawrence Taylor et Sam Thorne. Elle déménage en 2017 à Margate dans le Kent,.
Née en réaction à l'augmentation des frais de scolarité en Angleterre, l'Open School East propose une année gratuite d'enseignement et de résidence aux artistes « associés », en général déjà diplômés d'écoles d'art, sur le modèle de l'Independant Study Program du Whitney Museum of American Art. L'école propose une forme hybride dans laquelle le développement des artistes s’appuie sur un échange culturel plus large, dans le but de faciliter le partage des connaissances et des compétences entre artistes, résidents locaux, organisations de quartier et grand public.